# Julian Assange
Julian Paul Assange (Townsville, Queensland, 3 de julio de 1971), registrado al nacer como Julian Paul Hawkins y citado en los medios como Julian Assange, es un programador, periodista y activista de Internet australiano, conocido sobre todo por ser el fundador, editor y portavoz del sitio web WikiLeaks y por la persecución judicial a la que le sometió el Gobierno de Estados Unidos desde 2010 hasta 2024. Fue reconocido por el Consejo de Europa como preso político.

## Biografía

### Infancia y juventud
Nació el 3 de julio de 1971 en la ciudad australiana de Townsville (Queensland), y fue registrado como Julian Paul Hawkins. Su madre, Christine Ann Hawkins, es artista visual, y su padre, John Shipton, es constructor y activista antimilitarista. La pareja se separó antes de que Julian naciera.
Cuando tenía un año, su madre se casó con Brett Assange, actor con quien llevó una pequeña compañía teatral y que dio su apellido al niño. Christine tenía una casa en Nelly Bay, en la isla Magnetic, donde vivieron varias temporadas hasta que un incendio la destruyó. Christine y Brett Assange se divorciaron alrededor de 1979. Christine entabló entonces una relación con Leif Meynell, también conocido como Leif Hamilton, con quien tuvo un hijo antes de que se separaran en 1982.
Julian tuvo una infancia nómada, debido al trabajo itinerante de sus padres, y vivió en más de 50 ciudades y pueblos australianos antes de cumplir los 15 años. Se instaló entonces con su madre y su medio hermano en Melbourne.
En la adolescencia, se casó con una joven llamada Teresa, con quien tuvo un hijo en 1989.
Assange estudió física y matemáticas en la Universidad de Melbourne entre 2003 y 2006, pero no terminó los estudios ni obtuvo un título profesional.En su página web, describió cómo representó a su universidad en la Competición Nacional Australiana de Física, alrededor de 2005.[cita requerida] Lo han descrito como autodidacta y conocedor en ciencias y matemáticas. También ha estudiado filosofía y neurociencia. 

### Comienzos en la programación y el hacktivismo
Para 1986, teniendo 16 años, Assange se había convertido en un talentoso hacker y programador bajo el apodo "Mendax", tomado de una frase de Horacio. Fue miembro de un grupo de hackers llamado Subversivos Internacionales (the International Subversives). En 1991 Assange fue detenido en su casa de Melbourne por la Policía Federal Australiana acusado de acceder de modo ilegal a varias computadoras (pertenecientes a una universidad australiana, a una compañía de telecomunicaciones, y a otras organizaciones). Se declaró culpable de 24 cargos por delitos informáticos y fue multado y puesto en libertad por buena conducta.
Experto en los lenguajes de programación Haskell y Ocaml, es el creador de programa de cifrado Rubberhose, que sirvió de base para el programa TrueCrypt; también participó como desarrollador de FreeBSD y colaboró en el desarrollo de PostgreSQL.
En 1995, escribió Strobe, el primer escáner de puertos gratuito y libre. Strobe inspiró a Gordon Lyon para desarrollar el escáner de puertos Nmap.
A partir de 1997, Assange coinventó Rubberhose deniable encryption, un concepto criptográfico hecho en un paquete de programas para GNU/Linux, diseñado para ofrecer negación pausible contra el criptoanálisis de manguera de goma, destinado a ser «una herramienta para trabajadores por los derechos humanos que necesitaban proteger información sensible, como listados de activistas y detalles sobre abusos cometidos». Es autor o coautor de software libre, como el programa de almacenamiento en caché NNTP Usenet y el Surfraw.[cita requerida]

## Creación de WikiLeaks

### Fundación de WikiLeaks y filtraciones

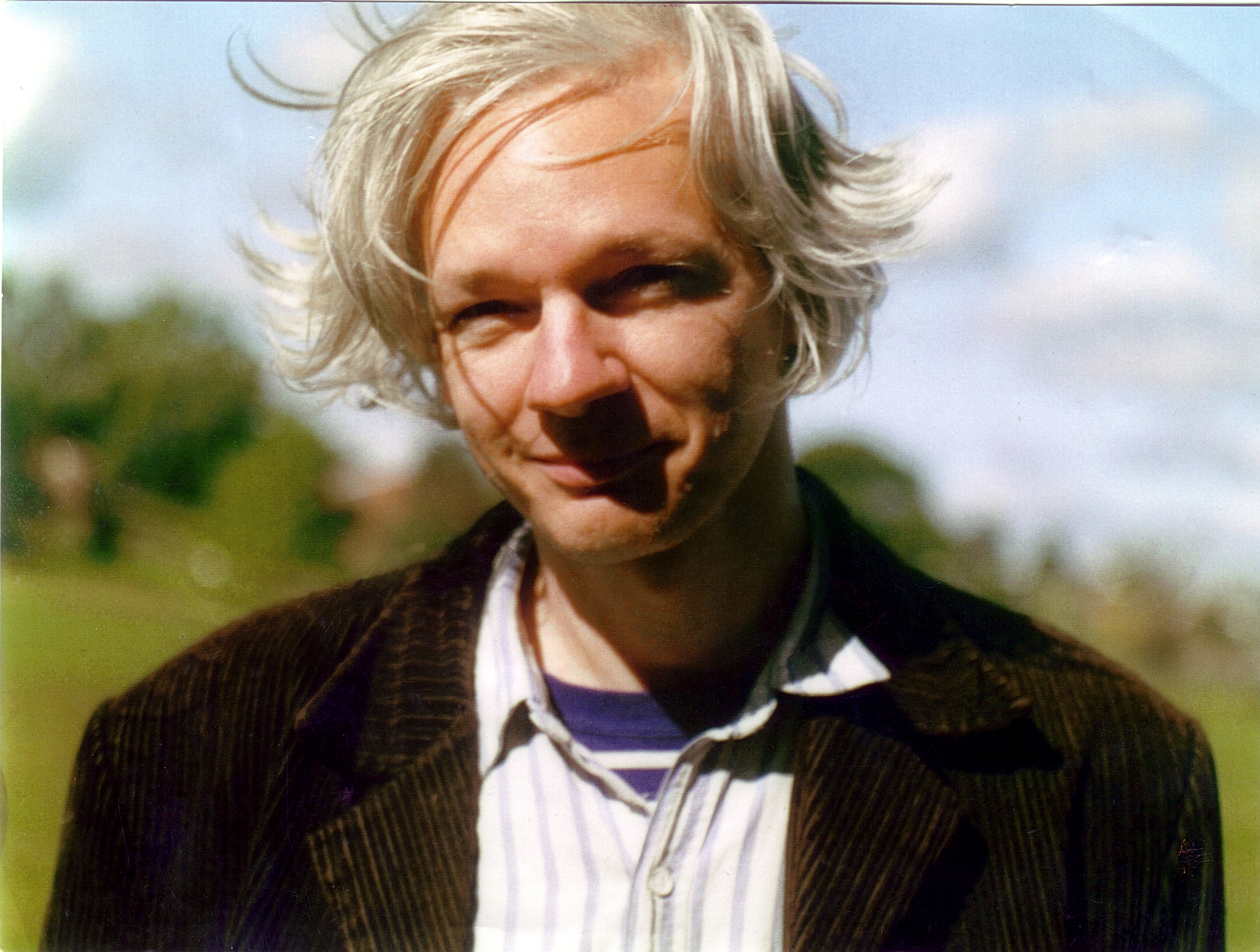
Julian Assange, c. 2006.

En 1999, Assange registró el sitio Leaks.org pero, según sus palabras, «no hice nada con él». En 2006, junto a otros activistas, fundó la web WikiLeaks, donde trabajó como uno de los nueve miembros asesores y como prominente portavoz en los medios de comunicación. Ha sido nombrado director y fundador del sitio (aunque él no usa el último término para describirse a sí mismo), y ha dicho que tiene la decisión final en el proceso de examen de los documentos presentados al sitio. Como todos los integrantes del sitio, Assange trabaja como voluntario.
Assange dice que WikiLeaks ha publicado más documentos clasificados que toda la prensa mundial junta. 

Eso no lo digo para demostrar nuestro éxito, más bien, muestra el alarmante estado del resto de los medios de comunicación. ¿Cómo es que un equipo de cinco personas ha llegado a mostrarle al público la información más reprimida, a ese nivel, que el resto de la prensa mundial junta? Es vergonzoso.

Desde que abrió WikiLeaks, Assange ha aparecido en conferencias orientadas a las noticias, como New Media Days '09 en Copenhague, el Logan Symposium in Investigative Reporting en 2010, y en conferencias sobre la seguridad informática, participó en la 25.º y 26.º Chaos Communication Congress (representando WikiLeaks junto con Daniel Schmitt). En la primavera del norte de 2010, estuvo en agencias internacionales de noticias como Al Jazeera English, CNN, MSNBC, Democracy Now!, RT y The Colbert Report para discutir sobre la publicación del vídeo del Ataque aéreo en Bagdad del 12 de julio de 2007 en WikiLeaks. El 3 de junio participó vía Skype en la conferencia del Foro de Democracia Personal con Daniel Ellsberg.

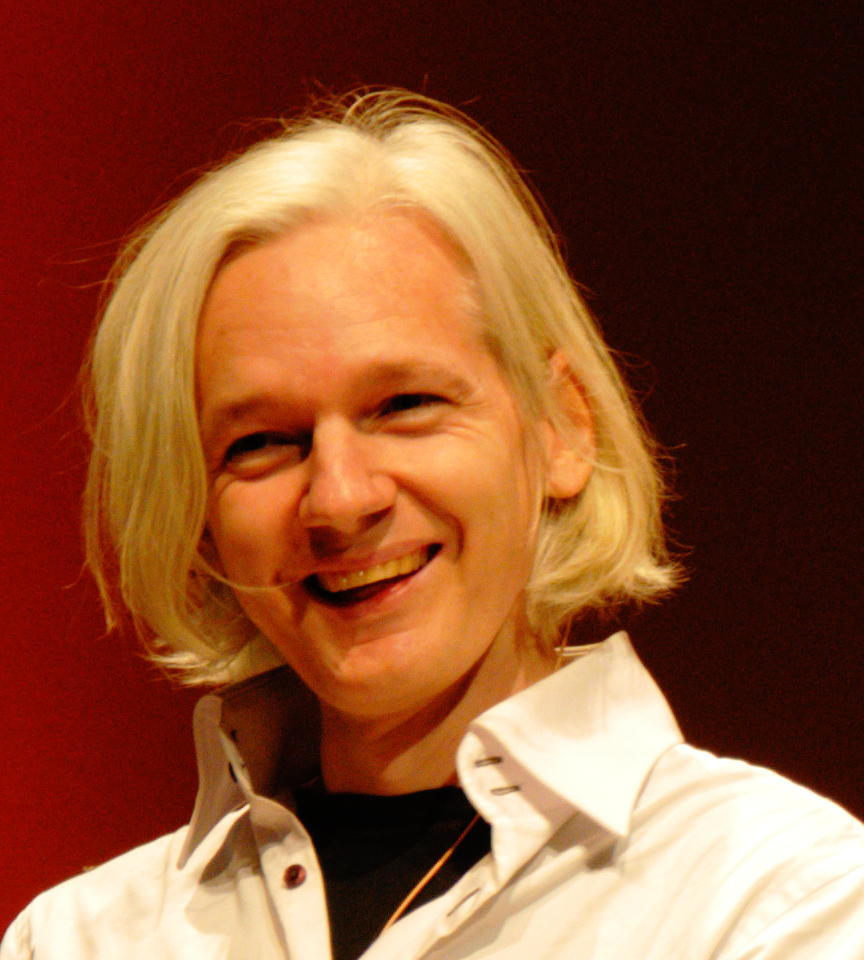
Julian Assange en el Chaos Communication Congress 2009.

 Assange ha dicho que es «bastante cierto» que estuvo viajando y «viviendo en los aeropuertos». Estuvo en Vietnam, Suecia, Islandia, Siberia y Estados Unidos. Assange alquiló una casa en Islandia el 30 de marzo de 2010, donde él y otros activistas trabajaron en el vídeo Asesinato colateral. En mayo de 2010, después de llegar a Australia, las autoridades le quitaron el pasaporte, y al devolvérselo le dijeron que iban a cancelarlo, por lo que afirmó que se sentía perseguido por el gobierno estadounidense.
Se decía que se encontraba refugiado, en paradero desconocido, ante el riesgo de ser asesinado por agentes especiales, aunque el 21 de junio de 2010 se presentó en una conferencia programada en el Parlamento Europeo.
Ante la detención de Assange el 7 de diciembre de 2010 acusado de los delitos de violación, abusos sexuales y coacción, Kristinn Hrafnsson toma las riendas de la organización.El 9 de diciembre de 2010, ante los constantes ataques DDos, se habían creado 1368 mirrors o páginas espejo, algunos de ellos en ipv6.

## Persecución judicial
El 18 de agosto de 2010 solicitó un permiso de trabajo y residencia en Suecia ya que consideraba a este un país defensor de los Derechos Humanos. La Dirección de Migración Sueca rechazó su solicitud.

### Acusación de violación menor y acoso sexual

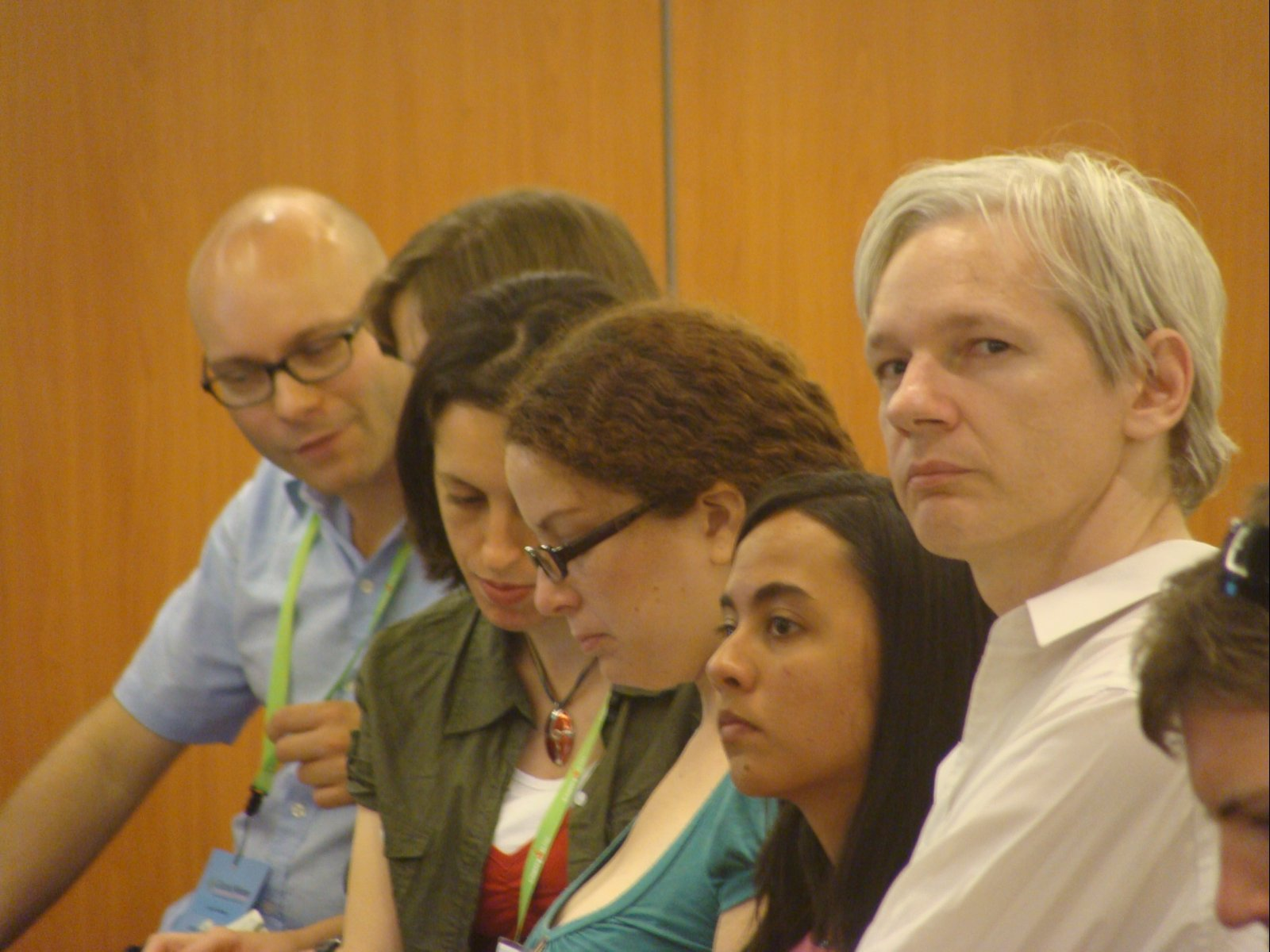
Julian Assange en 2008

El 21 de agosto de 2010 por indicaciones de la policía sueca, la fiscal Maria Häljebo ordenó el arresto de Assange acusado de la violación de Anna Ardin, vinculada a la oposición cubana. La fiscal retiró la acusación a las pocas horas declarando que no había motivos para sospechar de que él estuviera implicado en una violación. En septiembre de 2010 la fiscal superior sueca, Marianne Ny, consideró que había razones para creer que el delito se había cometido y que este debe ser calificado de violación y en consecuencia ordenó reabrir la investigación preliminar contra Assange por un presunto delito de violación.
Assange cuenta con dos órdenes de arresto en Suecia por presuntos delitos de violación en el caso de Anna Ardin y de acoso sexual en el de Sofia Wilen. Se le acusó sobre todo de haber forzado a una de las presuntas víctimas a mantener relaciones mientras dormía, sin utilizar preservativo. También es sospechoso de «agresión sexual» a otra mujer por haberse negado a ponerse el preservativo contradiciendo su «expreso deseo». Y de «agresión sexual a la integridad sexual» de esta mujer, así como de «coerción ilegal» por haber utilizado todo el peso de su cuerpo sobre ella durante una de sus relaciones sexuales.
Assange, que permaneció oculto desde que se inició el caso, reconoció en un principio haber alternado con ambas pero no quiso confirmar que había mantenido relaciones sexuales con ellas. Más tarde sí reconoció haberlas tenido, pero negó las acusaciones y las atribuyó a “una campaña de intoxicación contra WikiLeaks”.Según el abogado de las denunciantes, una quiso contactar con Assange tras la «agresión sexual» porque quería que se sometiese al test del sida por lo que contactó con la otra para que la ayudara a localizarle. Entonces se dieron cuenta de que habían tenido experiencias similares, por lo cual decidieron pedir consejo a la Policía. En palabras del abogado Claes Borgström, «Les interesaba además saber si les había contagiado el sida. No estaban seguras de si presentar una denuncia, buscaban consejo, pero cuando contaron lo ocurrido a una policía, esta comprendió que se trataba de un delito, por lo que informó a su vez a la fiscalía, que decidió detener a Assange».
Ante su huida del país, la policía sueca solicitó la intervención de la Interpol. El 20 de noviembre esta emitió una alerta roja (máxima prioridad) de búsqueda para su captura y extradición a Suecia acusado de los delitos de violación, abusos sexuales y coacción. A principios de diciembre se da a conocer que Assange puede estar escondido en el sur de Inglaterra, y que trataría de negociar su declaración ante la policía británica por los delitos de los que se le acusa. El 7 de diciembre, en cumplimiento a la orden europea de detención internacional emitida desde Suecia, fue detenido por la policía metropolitana de Londres después de presentarse en una comisaría por su propia voluntad. El 16 de diciembre fue puesto en libertad bajo fianza después que un tribunal británico rechazara un recurso presentado por la fiscalía sueca para mantenerle en prisión.
El 24 de febrero de 2011, el juez británico Howard Riddle autorizó la extradición de Assange a Suecia, considerando que este país ofrece todas las garantías judiciales. Rechazó los argumentos de su defensa que afirman que en ese país no tendría un juicio justo debido a que los medios y la opinión pública están en su contra, influenciados por el propio primer ministro sueco, Frederik Reinfeldt, que le consideró culpable públicamente. Assange, sus defensores y sus seguidores temen que desde Suecia se facilite su extradición a los Estados Unidos donde las fuerzas políticas han pedido que se le juzgue por espionaje y traición, lo que podría condenarle a la pena de muerte.

#### Suecia cierra causa por presunta violación
En mayo de 2017 Suecia decidió cerrar la causa contra Assange por supuesta violación. La fiscalía sueca informó que el archivo no se debía a que se hubiera aclarado la inocencia de Assange, sino a las dificultades que ha supuesto para el procedimiento el que el fundador de WikiLeaks permaneciera refugiado en la embajada.
Assange ha publicado que fue una excusa por parte de EE. UU. ya que tratan de buscar la manera de extraditarlo por las acusaciones hechas por Wikileaks; en una publicación vía Twitter Julian declaró: «Detenido durante 7 años sin cargos mientras mis hijos crecían y mi nombre era vilipendiado. Ni olvido, ni perdono».
En abril de 2019, la Fiscalía de Suecia afirmó que existía la posibilidad de reapertura del caso si la situación de Assange cambiaba. El 13 de mayo de 2019, revocado su asilo en la embajada de Ecuador, anunciaban la reapertura de la investigación por el presunto caso de violación. Fue cerrada seis meses después.

### Asilo en la embajada de Ecuador en Londres

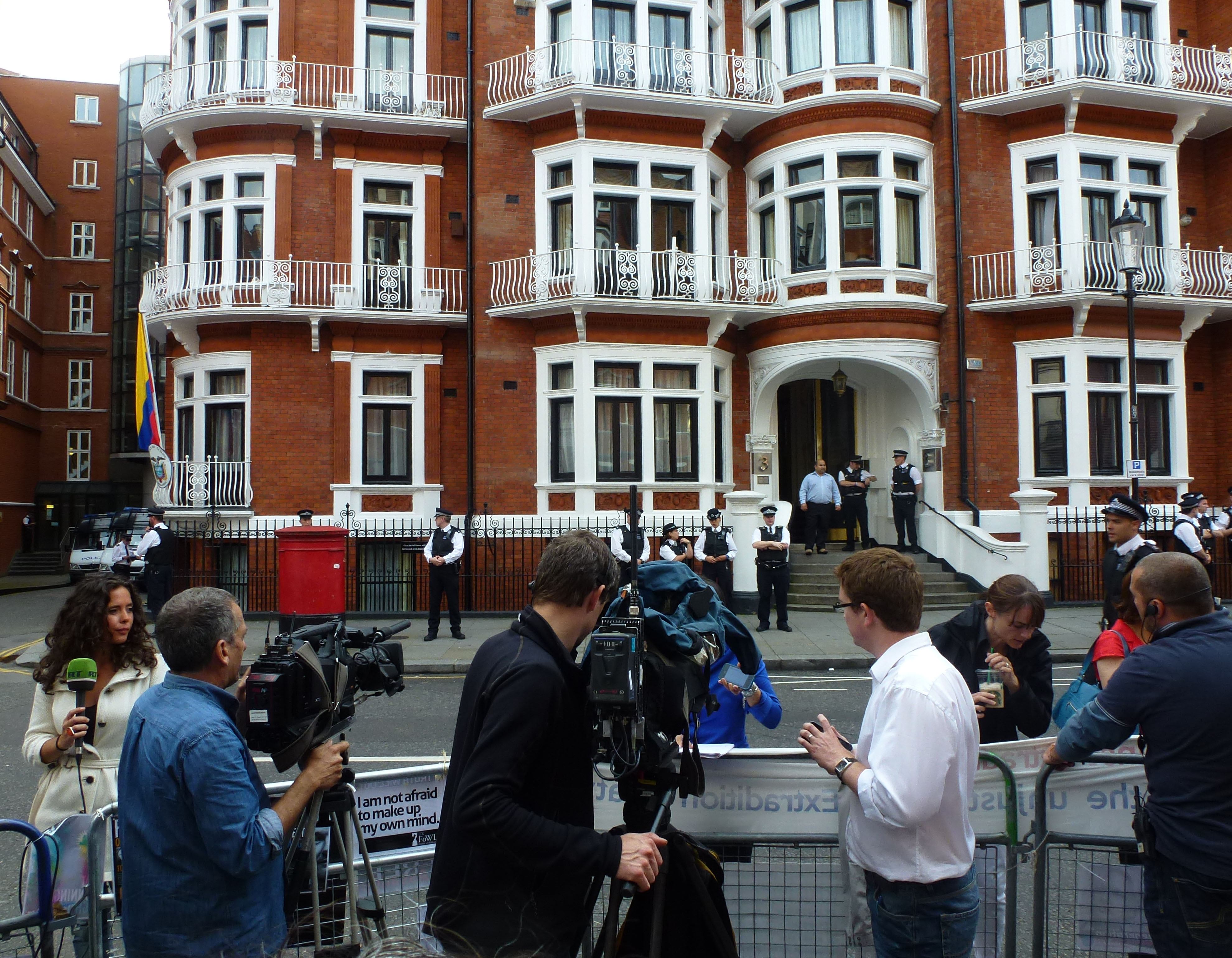
Embajada de la República del Ecuador en Londres, 16 de agosto de 2012.

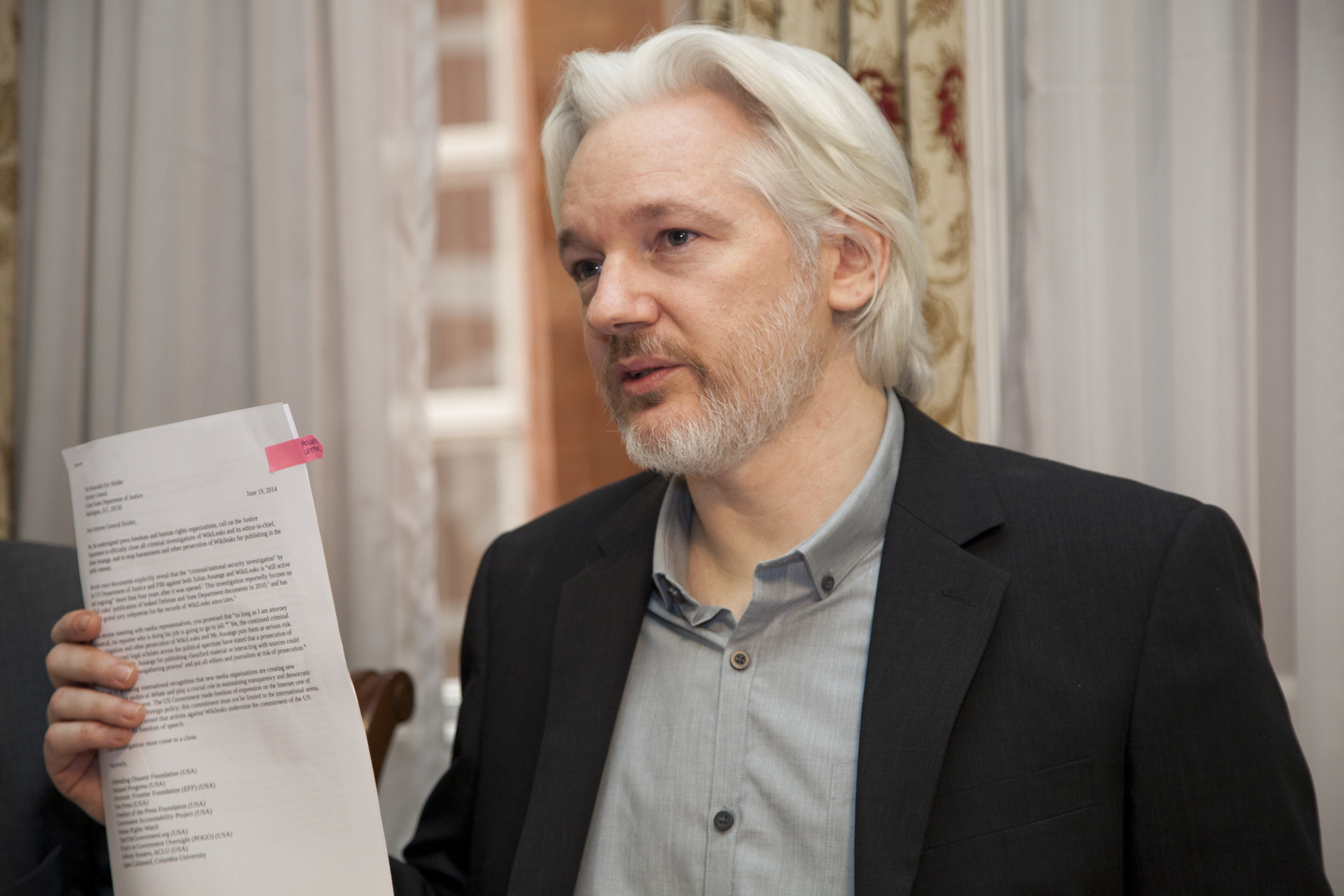
Julian Assange en la embajada de Ecuador en Londres, 18 de agosto de 2014.

El martes 19 de junio de 2012, Julian Assange se refugió en la Embajada de Ecuador en Londres, Reino Unido, y solicitó asilo político. El gobierno ecuatoriano afirmó haber analizado la petición de asilo en términos de defensa de los derechos humanos más que por meras cuestiones políticas, considerando que la vida de Assange peligra con una hipotética extradición a Estados Unidos, donde está vigente la pena de muerte.
El 15 de agosto de 2012, el diario británico The Guardian publicó que, según un alto funcionario de Ecuador, el presidente Rafael Correa aceptaría otorgar el asilo político a Assange, lo cual fue desmentido ese día por el presidente indicando que aunque los informes están redactados, aún no han sido revisados ni se ha tomado decisión. Las autoridades británicas dijeron que cualquier petición de salvoconducto para Assange, una vez concedido el asilo, sería denegado y que, de ser necesario, lo arrestarían en la embajada ecuatoriana. Estas declaraciones fueron rechazadas por el canciller de dicha república y fijó el 16 de agosto como el día en que Ecuador daría a conocer la decisión tomada respecto al asilo.
El 16 de agosto del 2012, el ministro de Relaciones Exteriores de Ecuador, Ricardo Patiño, anunció que la decisión de la República del Ecuador de sí otorgar asilo diplomático al fundador de Wikileaks, por lo que se esperaba que el gobierno británico concediera –a pesar de su negativa inicial– el salvoconducto para que Assange pudiera viajar a Ecuador.El ministro indicó los motivos:
1. Que Julian Assange es un profesional de la comunicación galardonado internacionalmente por su lucha a favor de la libertad de expresión, de la libertad de prensa y de los derechos humanos en general;
2. Que el señor Assange compartió con el público global información documental privilegiada que fue generada por diversas fuentes, y que afectó a funcionarios, países y organizaciones internacionales;
3. Que existen serios indicios de retaliación por parte del país o los países que produjeron la información divulgada por el señor Assange, represalia que puede poner en riesgo su seguridad, integridad, e incluso su vida;
4. Que, a pesar de las gestiones diplomáticas realizadas por el Estado ecuatoriano, los países de los cuales se han requerido garantías suficientes para proteger la seguridad y la vida del señor Assange, se han negado a facilitarlas;
5. Que, existe la certeza de las autoridades ecuatorianas de que es factible la extradición del señor Assange a un tercer país fuera de la Unión Europea sin las debidas garantías para su seguridad e integridad personal;
6. Que la evidencia jurídica muestra claramente que, de darse una extradición a los Estados Unidos de América, el señor Assange no tendría un juicio justo, podría ser juzgado por tribunales especiales o militares, y no es inverosímil que se le aplique un trato cruel y degradante, y se le condene a cadena perpetua o a la pena capital, con lo cual no serían respetados sus derechos humanos;
7. Que, si bien el señor Assange debe responder por la investigación abierta en Suecia, el Ecuador es consciente de que la fiscalía sueca ha tenido una actitud contradictoria que impidió al señor Assange el total ejercicio del legítimo derecho a la defensa;
8. Que el Ecuador está convencido de que se han menoscabado los derechos procesales del señor Assange durante dicha investigación;
9. Que el Ecuador ha constatado que el señor Assange se encuentra sin la debida protección y auxilio que debía recibir de parte del Estado del cual es ciudadano;
10. Que, al tenor de varias declaraciones públicas y comunicaciones diplomáticas realizadas por funcionarios de Gran Bretaña, Suecia y Estados Unidos de América, se infiere que dichos gobiernos no respetarían las convenciones y tratados internacionales, y darían prioridad a leyes internas de jerarquía secundaria, contraviniendo normas expresas de aplicación universal; y,
11. Que, si el señor Assange es reducido a prisión preventiva en Suecia (tal y como es costumbre en este país), se iniciaría una cadena de sucesos que impediría que se tomen medidas de protección ulterior para evitar la posible extradición a un tercer país.

En agosto de 2016, después de un fallido intento de asalto a la sede diplomática de Ecuador en Londres, donde se encontraba resguardado, Ecuador reiteró su compromiso de protección. El 28 de marzo de 2018 después de que Assange opinara en las redes digitales sobre temas políticos, el gobierno ecuatoriano le retiró todas sus comunicaciones y acceso a Internet. La causa: violar el requerimiento de no intervenir en asuntos de política internacional.
En enero de 2018, el presidente Lenín Moreno reconoció que el asilo político de Assange le "causa más de una molestia" a su gobierno. El 11 de julio de 2018, el periodista Fernando Villavicencio denunció ante la fiscalía ecuatoriana el supuesto uso de gastos especiales, por parte de la Secretaría de Inteligencia del Ecuador, para la seguridad del ciberactivista. A eso se incluyó una publicación de Villavicencio sobre un supuesto pacto entre Assange y el régimen de Correa.
En una entrevista al diario español El País, Moreno reconoció que su escenario ideal sería poder conversar tanto con Assange como con su abogado para convencerles de que acepten la responsabilidad del fundador de Wikileaks por no acudir con regularidad ante la justicia británica asumiendo una pequeña condena y que tras su cumplimiento pudiera ser extraditado a un país donde su integridad no corriera peligro.
El 28 de marzo de 2018, Ecuador volvió a cortar la conexión a Internet de Assange "para prevenir más daños potenciales". Los oficiales dijeron que las publicaciones recientes en las redes sociales denunciando la detención de Carles Puigdemont "ponían en riesgo" las relaciones de Ecuador con las naciones europeas. 
El 11 de abril de 2019, tras el anuncio oficial del presidente Moreno, Ecuador dejó de dar asilo a Assange y le retiró la nacionalidad ecuatoriana concedida en 2017. Fue detenido por las autoridades británicas dentro de la embajada del Ecuador en Londres, en respuesta a la petición de extradición del gobierno estadounidense.
Un magistrado español investigó una acusación de espionaje para la CIA por parte de una empresa española durante su estancia en la embajada. Sin embargo, la justicia británica no accedió a facilitar una entrevista por videoconferencia con Julian en calidad de testigo. En 2020 los abogados de Assange presentaron una demanda contra el Estado ecuatoriano ante la Comisión Interamericana de Derechos Humanos.
El 14 de marzo de 2022, tras haber dejado de recibir asilo por parte de la embajada del Ecuador y pasar por tanto a disposición de las autoridades británicas, la máxima instancia judicial del Reino Unido denegó el permiso de apelación a Assange y con ello no podría evitar su extradición a los Estados Unidos para enfrentarse a los cargos de espionaje. Por lo que su extradición podría realizarse si la ministra del Interior de Reino Unido tomara dicha decisión y Assange no apelase a una instancia como el Tribunal Europeo de Derechos Humanos.

### Análisis del retiro de la ciudadanía ecuatoriana
Un tribunal administrativo de Quito determinó que en el proceso de naturalización que otorgó la ciudadanía al activista australiano hubo una serie de irregularidades. Entre éstas, el hecho de que el periodista “no vivía en el país”, “no tenía recursos para subsistir” y que se obviaron “trámites de pagos de aranceles”; condicionantes para que el Tribunal Administrativo de Quito, Ecuador, le retirara el 28 de julio de 2021 la ciudadanía ecuatoriana concedida en tiempos del expresidente Rafael Correa. El abogado del periodista anunció que recurriría la decisión ante la Corte Nacional de Ecuador «bajo el argumento de que no se le posibilitó el derecho a la defensa» y «no se permitió ni siquiera la comparecencia», según denunció.

### Detención y encarcelamiento enBelmarsh
El fundador de WikiLeaks fue detenido en la embajada de Ecuador en Londres el 11 de abril de 2019 a las 6 de la mañana, después de que el gobierno de Ecuador le retirara el asilo, y Lenín Moreno lo calificara de ser un «hacker miserable y malcriado». La policía británica anunció el arresto ese día, después de que Scotland Yard recibiera autorización por parte del embajador de Ecuador para entrar en la Embajada. El coordinador de la defensa jurídica de Assange, Baltasar Garzón, informó que prepararía una denuncia ante la Corte Interamericana de Derechos Humanos cuya última resolución al respecto habría incumplido Ecuador al no evaluar la necesidad de mantener el asilo antes de retirarlo.
El primero de mayo de 2019, fue sentenciado a 50 semanas de prisión en Reino Unido por haber violado los términos de la libertad condicional concedida en 2010 por la justicia británica cuando el 19 de junio de 2012 se refugió en la embajada de Ecuador de Londres para evitar su entrega a Suecia, que quería interrogarlo por los presuntos delitos sexuales que él ha negado. Exprisionero en la cárcel de alta seguridad de Belmarsh en el sur de Londres, aceptó un acuerdo de culpabilidad en el que se indulta de todos los cargos excepto el de violación de la Ley de Espionaje estadounidense,  cuya condena ya purgó en la citada Cárcel de alta seguridad de Belmarsh
El 21 de octubre de 2019, Assange compareció ante el tribunal de primera instancia de Westminster donde la jueza Vanessa Baraitser rechazó posponer la vista que decidirá su extradición a los Estados Unidos el 25 de febrero de 2020. Denegó todas las alegaciones de la defensa que pedía más tiempo debido a las limitaciones que se pusieron a los abogados de Assange para verle en prisión, y a la incautación por agentes estadounidenses de los documentos que éste tenía en la embajada de Ecuador. Les negó que dispusieran de más tiempo para atender el caso abierto en Madrid a la compañía española de seguridad UC Global, a la que la CIA encargó el espionaje del interior de la embajada ecuatoriana en Londres. El 3 de enero de 2022 esa jueza, en la Corte penal londinense de Old Bailey, rechazó extraditar a Assange a los Estados Unidos al considerar "demostrado" que presentaba riesgo de suicidio si fuese procesado en ese país, donde podría ser retenido en condiciones de confinamiento.
Washington apeló al rechazo de la extradición, entregando evidencia donde garantizan un trato adecuado y protección a la salud mental del acusado, dando como resultado que el Tribunal Superior de Reino Unido fallara a favor del Gobierno estadounidense. El 24 de enero de 2022, el Tribunal Superior autorizó a Assange que pueda apelar contra la sentencia que permite su extradición a Estados Unidos.
El 3 de enero; luego el martes 21 de junio y el martes 5 de julio del 2022, México reiteró la posibilidad de asilo político que ya había ofrecido en 2021.

### Deterioro físico y mental
El exdiplomático británico Craig Murray, presente en la sesión del 21 de octubre, alertó del estado de Assange, flaco, envejecido y desorientado en sus declaraciones, estado que confirmó el periodista John Pilger que le visitó más tarde. En noviembre de 2019, 60 médicos de Estados Unidos, Australia, Reino Unido y Suecia publicaron una carta dirigida a la ministra del Interior británica, Priti Patel, y Diane Abbott, responsable de esos asuntos en el Partido Laborista «para expresar nuestra grave preocupación por la salud física y mental de Assange». Explicaron «que el Sr. Assange necesita urgente una evaluación médica de su estado físico y psicológico de salud» y que temen que «pueda morir en prisión». Poco antes, el relator de la ONU sobre la tortura, Nils Melzer, dijo que la vida de Assange estaba «ahora en peligro».
En la prisión de alta seguridad de Belmarsh, se le aplicaron a Assange condiciones de aislamiento propias de grandes terroristas, cuando es un periodista en prisión preventiva, según afirmó Murray. Se le mantuvo 23 horas diarias en soledad con 45 minutos para hacer ejercicio en un patio de cemento. Cuando salía de su celda, «todos los pasillos por los que pasa son evacuados y todas las puertas de las celdas se cierran para garantizar que no tenga contacto con otros reclusos.»
En enero de 2020, después de investigar las circunstancias por las que Assange está detenido, el relator especial de las Naciones Unidas sobre la tortura (UN Special Rapporteur on Torture) afirmó que se estaba creando un sistema para asesinarle. En diciembre de ese año, pidió al presidente estadounidense saliente Trump que le indultase para rehabilitar «a un hombre valiente que ha sufrido injusticia, persecución y humillación durante más de una década simplemente por decir la verdad».

### Extradición
El viernes, 17 de junio del 2022, el gobierno británico anunció la firma para su extradición a los Estados Unidos.
Sus abogados presentaron el 21 de febrero del 2024 un último recurso contra su extradición.
El 20 de mayo de 2024 el Tribunal Superior de Londres decidió que Assange puede apelar contra su inminente extradición a Estados Unidos.

## Libertad
Según la información oficial publicada, Assange llegó a un acuerdo con el gobierno estadounidense, para declararse culpable de un delito de espionaje ante una corte de las Islas Marianas del Norte, un territorio de aquel país en el Pacífico, y aceptará una pena de 62 meses de cárcel a cambio de no ser extraditado. No tendrá que cumplir la pena ya que se le reconocerá el tiempo que ha estado encarcelado en Reino Unido.
Wikileaks publicó lo siguiente sobre la salida de Assange: «Salió de la prisión de máxima seguridad de Belmarsh la mañana del 24 de junio [de 2024], después de haber pasado allí 1.901 días. El Tribunal Superior de Londres le concedió la libertad bajo fianza y fue liberado en el aeropuerto de Stansted durante la tarde, donde abordó un avión y partió del Reino Unido».
Unos meses después de su liberación, Assange fue reconocido por el Consejo de Europa como preso político.

## Reacciones a las filtraciones de WikiLeaks
La Filtración de documentos diplomáticos de los Estados Unidos el 28 de noviembre de 2010 ha multiplicado las críticas y las muestras de apoyo a WikiLeaks y a Assange, aunque filtraciones anteriores ya recibieron críticas y apoyos de distintas instituciones.

### Personas que vivieron con Assange
Alan Rusbridger, que dirigía The Guardian, explicaba que cuando trabajaron con Assange “era, en el mejor de los casos, alguien difícil de localizar y que cambiaba de teléfono móvil, de dirección electrónica y de salas de chat codificadas tan a menudo como cambiaba físicamente de lugar”. “La diferencia entre día y noche, una consideración importante en la mayoría de los seres humanos, parecía en él un dato de interés menor”, apuntaba. Así lo recogía el libro de Leigh y Harding, que lideraron la cobertura de los cables.
Le definían como “un nómada global” y “después de todo, un misterioso hombre internacional que se desplazaba de un país a otro llevando sólo un par de mochilas con material informático y una camiseta algo maloliente”. “Ponerse en contacto con Assange era excepcionalmente difícil”, añadieron.
Él se definía en su autobiografía no autorizada. “Me convertí en un tipo que vivía siempre en la habitación de los invitados. No tenía ni coche ni casa. No veía mucho a mi familia. No tenía dinero y tenía un par de zapatos. Todo en conjunto era razonable y ningún caso un problema. Tenía algunos libros, una máquina de afeitar y varios portátiles. Algún amigo me cortaba el pelo a menudo, mientras trabajaba, y siempre que necesitaba equipos y cubrir gastos aparecía alguien dispuesto a pasar una tarjeta de crédito”, reconoció.
Daniel Domscheit-Berg, que era colaborador de WikiLeaks y muy amigo de Assange hasta que separaron sus caminos en 2010, explicaba que “comía todo con las manos, y se limpiaba siempre los dedos en sus pantalones”. “Nunca he visto unos pantalones tan grasientos. Mi sofá había sobrevivido los últimos treinta años. Era más viejo que yo y tuve miedo de que Julian necesitara sólo unas pocas semanas para destrozarlo”, explicaba sobre él en su libro Inside WikiLeaks.
Domscheit-Berg fue su mano derecha en los primeros años de Wikileaks y creó un portal similar de filtraciones. Acusó a Assange de haber convertido la organización que crearon en un “culto religioso que admite muy pocas críticas internas” y en la que “el gurú (Assange) está fuera de dudas”. “Era mi mejor amigo. El portal le convirtió en estrella pop, uno de los personajes más estrambóticos del panorama de los medios del mundo. Desafortunadamente, su locura también es peligrosa, algo de lo que me di cuenta demasiado tarde”, relataba el alemán.
Birgitta Jónsdóttir, diputada islandesa y colaboradora inicial del proyecto WikiLeaks, reprochó a Assange ser autoritario en la toma de decisiones, lo que provoca un «cuello de botella» que ocasiona un desorden en la organización. A pesar de esa crítica, Birgitta Jonsdottir siguió siendo en diciembre de 2010 una defensora de Assange y de la labor de WikiLeaks, y se propuso solicitar al gobierno de Islandia que ofrezca asilo político a Assange para protegerle de una eventual extradición a los Estados Unidos o a Suecia.

### Contra Assange y WikiLeaks
- El Pentágono de los Estados Unidos: La sede del Departamento de Defensa de los Estados Unidos mantiene un enfrentamiento con Assange debido a las filtraciones hechas por WikiLeaks que le afectan de modo más directo: Ataque aéreo en Bagdad del 12 de julio de 2007, Diarios de la Guerra de Afganistán y los Registros de la Guerra de Irak, denunciando delitos consentidos por el Pentágono, han supuesto para Assange una rigurosa presión mediática, diplomática y legal. Assange, como cabeza visible de WikiLeaks, se ha convertido en la nueva imagen del periodista combativo, al mostrar las infracciones de la guerra contra el terrorismo emprendida por el gobierno de los Estados Unidos y sus aliados, y concretada en la guerra de Afganistán y la guerra de Irak.[111]El Pentágono ha dispuesto 120 personas para frenar los efectos de sus filtraciones.[112] El 18 de octubre de 2010 Suecia le denegó el permiso de residencia. El Pentágono argumentó que las filtraciones de WikiLeaks ponían en peligro la vida de muchos.[113][114][115][116][117]
- Sarah Palin: El 29 de noviembre de 2010, la exgobernadora de Alaska y excandidata a vicepresidenta por el Partido Republicano, pidió a través de su Facebook a la Administración Obama que capturara a Assange, ya que debe tener la misma urgencia que perseguir a Al Qaeda y a los líderes talibanes.[118]
- Bill O'Reilly: El 30 de noviembre de 2010, uno de los presentadores de FOX, Bill O'Reilly, pedía la ejecución de los miembros de WikiLeaks y de quienes filtran los documentos.[119]
- Tom Flanagan: El asesor del primer ministro del gobierno de Canadá dijo, en una entrevista a la BBC, que Assange debería ser asesinado.[118]
- Problemas con empresas de pago por internet: la compañía de pago por internet PayPal clausuró durante los últimos años varias veces cuentas de la organización que dirige Assange porque se estaban utilizando para una «actividad ilegal».[120] La Wau Holland Foundation, creada por un hacker alemán que envía a WikiLeaks abundantes donativos, ha recibido dos avisos oficiales de las autoridades germanas por falta de información contable.[108][109]
- En 2010, Donald Trump expresó su deseo de que Assange sea ejecutado.[121]
- En 2010, un artículo del periódico español ABC acusó a WikiLeaks de opacidad contable: según el periódico la organización nunca hizo públicas sus cuentas en los trece años de su existencia. Excolaboradores de Assange habrían denunciado que a pesar de haber recibido más de un millón de dólares en donativos en los ocho primeros meses del año, frente a unos gastos operacionales de 200.000 dólares anuales, la web seguía sin presentar sus cifras.[108] Las críticas se acallaron tras la publicación en 2011 de las cuentas de Wikileaks por la fundación alemana Wau-Holland-Stiftung, responsables de su financiación.[122] Según afirmaba ABC, basándose en informaciones publicadas por el periódico The Telegraph, los abogados de la soldado Chelsea Manning, la joven estadounidense detenida como presunta filtradora de los documentos desvelados por la web de Assange, también habrían cuestionado las opacas cuentas de WikiLeaks, pero la información original publicada por el periódico The Telegraph no recogía este dato.[108][109][123]

Debido a la cantidad de amenazas de muerte hacia su persona, Assange ha advertido que podría «tirar de la manta» si le ocurría algo, ya que ha colgado en una conocida página web de intercambio P2P un archivo cifrado de 1'38 GB, cargado de documentos secretos mucho más incendiarios y comprometedores que los ya filtrados, del que solo él conoce la clave.

### A favor de Assange y de WikiLeaks
- Creación de las plataformas freeassange.com y freewikileaks.eu y freeassange.es en defensa de la libertad de expresión y ante la detención de Assange acusado por la fiscalía sueca de los supuestos delitos de violación, abusos sexuales y coacción, y la negativa de la justicia británica a que salga en libertad bajo fianza se han creado plataformas de apoyo por la libertad de Assange y en apoyo de WikiLeaks. Sus partidarios consideran que la acusación es falsa y que la intensificación de la búsqueda de Assange coincidió con la publicación por parte de WikiLeaks y otros cinco órganos de prensa de cables diplomáticos confidenciales estadounidenses, que provocó la indignación de Estados Unidos y de numerosos países afectados por las revelaciones.[125][126]
- John Pilger y Ken Loach: El día 7 de diciembre de 2010, el periodista de investigación John Pilger, junto con el director de cine Ken Loach, entre otros, se ofrecieron pagar una fianza. Pilger declaró que «(Assange) ha estado realizando la labor propia de un periodista y merece el apoyo de las personas que creen que la democracia se sustenta en el libre flujo de la información».[127]
- Operation Payback: DDoS y Operation Payback: el 8 de diciembre de 2010, integrantes del grupo Anonymous,[128] que se reúnen en la página web 4chan.org, atacan a la web de MasterCard y de la Fiscalía de Suecia en apoyo a WikiLeaks, mediante un ataque de denegación de servicio (DDoS), a consecuencia de que MasterCard y Visa suspendieran su servicio de procesamiento de contribuciones monetarias a la organización, parte de cuya financiación pasa por ese tipo de plataformas. Se considera el primer ataque en contra de las organizaciones o empresas que han roto relaciones con WikiLeaks.[129][130]
- El congresista republicano por Texas Ron Paul es el primer político estadounidense que se expresó públicamente a favor del fundador de WikiLeaks, Julian Assange, porque «en una sociedad libre se supone que sepamos la verdad» y manifestó que «En una sociedad donde la verdad se convierte en traición a la patria, entonces estamos en graves problemas».[131][132]
- El gobierno de Australia: Kevin Rudd, ministro australiano de Exteriores, exculpó el 8 de diciembre de 2010 a Julian Assange de las filtraciones de información. Declaró que el responsable legal es el autor inicial de las fugas, así como el propio gobierno de Estados Unidos, que perdió la información. También brindó a Assange ayuda consular durante su encarcelamiento en el Reino Unido y se mostró preocupado por las amenazas de muerte recibidas por el fundador de WikiLeaks.[133]
- Lula da Silva: El 9 de diciembre de 2010, el presidente de Brasil, Lula da Silva, defiende a Wikileaks y la libertad de expresión. Lula señala que la detención de Julian Assange atenta contra la libertad de expresión.[134]

«Quiero manifestar mi protesta contra ese atentado a la libertad de expresión», ha añadido el presidente brasileño en la que ha sido la primera muestra de apoyo explícita a Assange de un mandatario de máximo nivel.
Lula da Silva, en 2010.

- Gobierno de Rusia: El 9 de diciembre de 2010, el diario inglés The Guardian informó que un miembro de la oficina del mandatario ruso declaró a los medios de su país que «el público y las organizaciones no gubernamentales deberían pensar cómo ayudarlo» (en referencia a Assange), después de que este fuera detenido por la policía inglesa hace dos días, «quizá postulándolo al Premio Nobel de la Paz».[136] El diario británico considera que la decisión parece centrarse en un análisis previo en el que Rusia considera a WikiLeaks más dañino para los Estados Unidos que para ellos.[137]
- Michael Moore aportó 20 mil dólares para la libertad bajo fianza de Assange y puso sus servidores, página web y nombres de dominio a disposición de WikiLeaks[138] y aplaudió la concesión del asilo a Julian Assange en Ecuador.[139]
- John Sulston, biólogo molecular y Premio Nobel de Medicina o Fisiología de 2002, ha sido uno de los avales de Assange para su puesta en libertad.[140]
- El tecnólogo Don Tapscott, creador del término wikinomía, apoya la filtración de Wikileaks.[141]
- El 28 de diciembre de 2010, el gobierno de Wirtland (un país virtual) concedió la ciudadanía a Julian Аssange, como un signo de apoyo y reconocimiento de sus logros.[142]
- La red de apoyo a Chelsea Manning pidió ayuda a WikiLeaks para costear su defensa (estimada en unos 100.000 dólares) ante las autoridades estadounidenses, y solicitó una cantidad que no consideraban elevada dado que la web había pedido de modo expreso donativos directamente vinculados al apoyo de la soldado. El 13 de enero de 2011 Mike Gogulski, miembro fundador y directivo del comité de apoyo a Chelsea Manning, agradeció a Wikileaks por haber donado 15.100 dólares estadounidenses. Elogió a la organización por haber cumplido con su compromiso, a pesar de las dificultades económicas que atraviesa debido a la interrupción de los servicios de pago de Visa, MasterCard y PayPal ordenada por el gobierno estadounidense.[143]
- Baltasar Garzón: El jurista español lidera la defensa de Julian Assange y Wikileaks.[63]
- Andrés Manuel López Obrador (AMLO): El presidente de México pidió la liberación del fundador de WikiLeaks, Assange, cuya vida corre peligro, según organismos de derechos humanos, por la tortura psicológica a la que habría sido sometido en una cárcel de Reino Unido. "Expreso mi solidaridad y deseo que se le perdone y se le deje en libertad", expresó. "No sé si él ha reconocido que actuó en contra de normas y de un sistema político, pero en su momento estos cables demuestran cómo funcionaba el sistema mundial en su naturaleza autoritaria", agregó el mandatario mexicano. "Ojalá se tenga consideración, se le libere y no se le siga torturando".[144] AP, la agencia de noticias, anunció que el lunes, 4 de enero del 2021, el presidente López Obrador hizo pública la intención de darle asilo político.[145] Sin embargo, el secretario mexicano de Relaciones Exteriores, Marcelo Ebrard, explicó que por el momento Assange no puede aceptar la oferta de asilo, "por razones procesales" pero que mantienen contacto con sus abogados. AMLO dio a conocer la carta que envió en el 2020 al entonces presidente de los Estados Unidos, Donald Trump, pidiéndole que considerara el indulto para el fundador de Wikileaks.[146]
- El Consejo de Europa reconoció a Assange como preso político el 2 de octubre de 2024.[106]

## Obras
Su primera incursión en el mundo literario fue su colaboración como investigador y autor del epílogo del libro Underground, de Suelette Dreyfus, en 1997.
Assange ha decidido escribir su autobiografía por la suma de 1,5 millones de dólares. El dinero que reciba por los derechos de autor será para financiar las acusaciones legales que afronta. “No quiero escribir este libro, pero tengo que hacerlo”, dijo. “Ya he gastado 300.000 dólares para los gastos legales y tengo que defenderme y mantener WikiLeaks a flote“.
La vida de Julian Assange es el tema de la obra teatral Rata de acero inoxidable (Stainless Steel Rat), del dramaturgo Ron Elisha, que será llevada a la escena por Wayne Harrison y se representará en el Seymour Centre de Sídney.
A partir de las entrevistas realizadas a tres activistas criptopunks en el programa de televisión El mundo del mañana, Julian Assange y sus invitados han publicado el libro Cypherpunks: La libertad y el futuro de internet.[cita requerida]

### El mundo del mañana
El 17 de abril de 2012 salió al aire el primer programa del proyecto televisivo de Assange en la cadena RT 'El mundo del mañana' (The World Tomorrow), El mundo del mañana, disponible en español, inglés, árabe y ruso.
Los invitados del presentador y del autor de la idea, Assange, son políticos que, según él, van a crear el orden del mañana. El rodaje se realizaba en el lugar donde Assange ya durante 413 días se encontraba bajo el arresto domiciliario sin que se le hubiera presentado acusación oficial. El rodaje empezó una semana antes de la audiencia en la Corte Suprema.

### El quinto poder
El 11 de octubre de 2013 se estrenó en Estados Unidos la película basada en las filtraciones de WikiLeaks. No tuvo el éxito esperado, teniendo en cuenta que trata de un tema de actualidad y cuenta con Benedict Cumberbatch en el papel de Assange. Solo se recaudó el 21 % de los 28 millones invertidos en la producción de El quinto poder.Assange manifestó su disconformidad con la película y la calificó de «ataque de propaganda masivo». Wikileaks la calificó como «irresponsable, contraproduciente y nociva» y afirmó que «la mayor parte de los acontecimientos relatados nunca ocurrieron y que las personas que se muestran nunca participaron en ellos».

### Multi Viral
El 13 de noviembre de 2013, es lanzada la canción Multi Viral, en la que participa Assange, los integrantes del grupo musical puertorriqueño Calle 13, René Pérez, Eduardo Cabra, el guitarrista de Rage Against the Machine Tom Morello y la cantante Kamilya Jubran.

## Vida personal
En la adolescencia, se casó con Teresa, con quien tuvo en 1989 un hijo, Daniel, quien es programador de software. La pareja se separó y disputaron la custodia del niño hasta 1999. Según la madre de Assange, fue entonces cuando su cabello naturalmente castaño se volvió blanco. Assange finalmente se haría cargo de su hijo hasta que cumpliese 14 años.
Daniel Domscheit-Berg informó en sus memorias de 2011 InsideWikiLeaks que Assange había dicho que tenía varios hijos. En un correo electrónico en enero de 2007 Assange mencionó que tenía una hija. En 2015, en una carta abierta al entonces presidente francés François Hollande, reconoció que tenía otro hijo que era francés, como su madre, y que debió ocultar su existencia para protegerlos, debido a su trabajo. Dijo que su madre y su hijo mayor también sufrieron acoso y amenazas de muerte en Australia, lo que les obligó a cambiar de identidad y limitar sus contactos con él por seguridad. Durante su encierro en la Embajada de Ecuador en Londres, fue padre de otros dos hijos con su abogada Stella Morris. Comenzaron una relación en 2015, se comprometieron en 2017 y tras el nacimiento de sus hijos en 2017 y 2019, Stella hizo pública su relación en 2020. Tras acusar al vice primer ministro británico Dominic Raab y a la gobernadora de la prisión de Belmarsh de negarles a ellos y sus hijos sus derechos humanos al bloquear y retrasar su matrimonio, el servicio penitenciario les concedió permiso para casarse en la prisión, celebrando el enlace el 23 de marzo de 2022.

### Trayectoria política
Assange es un defensor de la transparencia de la información y considera que en un mundo ideal funcionaría la libertad de mercado, pero que en el existente deben crearse regulaciones para evitar los monopolios. El 16 de marzo de 2012, la cuenta de Twitter de WikiLeaks anunció la decisión de Assange de presentarse en las elecciones federales de Australia de 2013 como candidato para un puesto en el Senado australiano.
El 12 de diciembre de 2012, se anunció a través de dicha cuenta la intención de Assange de formar El Partido WikiLeaks (en inglés, The Wikileaks Party), así como la confirmación de su presentación como candidato para el Senado. En aquel momento, el padre de Assange, John Shipton, coordinaba los preparativos para la formación del Partido Wikileaks, y se había presentado un borrador de la constitución para su revisión legal. Algunos medios cuestionaron la elegibilidad de Assange.
En las elecciones federales de Australia del 14 de septiembre de 2013, Assange, que había sido inscrito por sus seguidores en el censo electoral del estado de Victoria sobre la base de una decisión estratégica, obtuvo 8016 votos (0.24 %), mientras que su partido obtuvo 88 092 votos (0.66 %). Tales resultados no fueron suficientes para el escaño deseado en el Senado.

## Premios y condecoraciones
En 2008, ganó el premio del Index on Censorship de la revista The Economist, y otros premios relacionados con los medios de comunicación.
En 2009, Assange recibió el Premio Amnistía Internacional de los Medios Británicos por exponer asesinatos extrajudiciales en Kenia mediante la publicación de la investigación de la Comisión Nacional de Derechos Humanos de Kenia (KNCHR): El Llanto de la Sangre (Kenya: The Cry of Blood – Extra Judicial Killings and Disappearances).
Al aceptarlo, dijo: «El hecho de que esta injusticia quede documentada es reflejo del coraje y fortaleza de la sociedad civil de Kenia».

Es un reflejo del coraje y la fuerza de la sociedad keniana que esta injusticia haya sido documentada. Mediante los enormes trabajos de organizaciones tales como las de la Fundación Oscar, la KNHCR, Mars Group Kenya y otros, tuvimos el principal apoyo para exponer estos asesinatos al mundo. Sé que no van a descansar, y nosotros tampoco, hasta que se haga justicia.
WikiLeaks gana Premios Amnistía Internacional de los Medios 2009 por exponer crímenes extrajudiciales en Kenia.

En 2010, Assange fue galardonado con el Premio Sam Adams, y fue el ganador de la elección de los lectores de la revista TIME a la Persona del Año 2010. En abril de 2011, fue nombrado en la lista Time 100 de las personas más influyentes. Una encuesta informal a editores en Postmedia Network lo nombró el más relevante del año después de que seis de diez encuestados sintieran que Assange había «afectado profundamente a cómo se ve y cómo se entrega la información».
Le Monde, una de las cinco publicaciones que cooperaron con WikiLeaks para publicar las filtraciones de información, lo nombró Persona del Año, con 56% de votos en su encuesta en línea.
En febrero de 2011, se anunció que Assange ha sido premiado con el Premio Sídney de la Paz por la Fundación Sídney de la Paz de la Universidad de Sídney por su «excepcional coraje e iniciativa en la búsqueda de los derechos humanos». Las cinco personas que han recibido el premio en los 14 años de historia de la fundación han sido: Nelson Mandela; Tenzin Gyatso, el 14.º dalái lama; Daisaku Ikeda y Assange.
En junio de 2011, Assange recibió el Premio de Periodismo Martha Gellhorn. Se concede cada año a periodistas «cuyo trabajo ha penetrado en la versión de eventos establecidos y ha relatado una verdad impalpable que expone la propaganda establecida o “mentiras oficiales”». El jurado dijo: «WikiLeaks ha sido retratado como un fenómeno de la era de la información. Pero es mucho más. Su objetivo de justicia a través de la transparencia es el más antiguo y la mejor tradición del periodismo».
En noviembre de 2011, recibió el Premio Walkley en la categoría "La Más Sobresaliente Contribución al Periodismo". Los premios anuales Walkley premian la excelencia en el periodismo desde 1994 en los medios de comunicación australianos.
Snorre Valen, un parlamentario noruego, lo nominó para el Premio Nobel de la Paz 2011.